# Józef Braunseis
Józef Antoni Braunseis (ur. 29 listopada 1837 w Nowym Sączu, zm. 14 stycznia 1914 we Lwowie) – c. k. urzędnik, architekt.

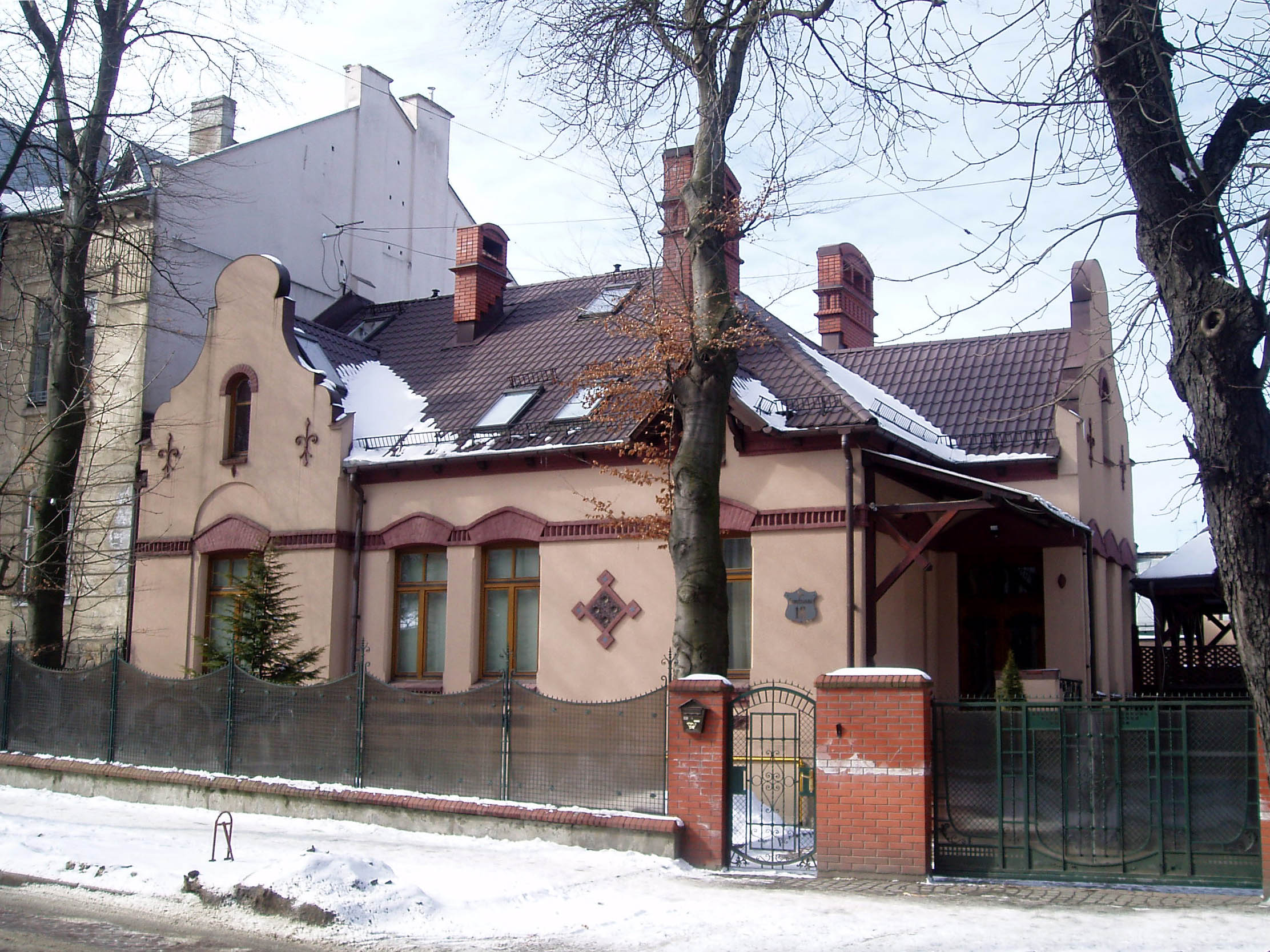
Willa przy Ulica Jewhena Konowalca we Lwowie we Lwowie

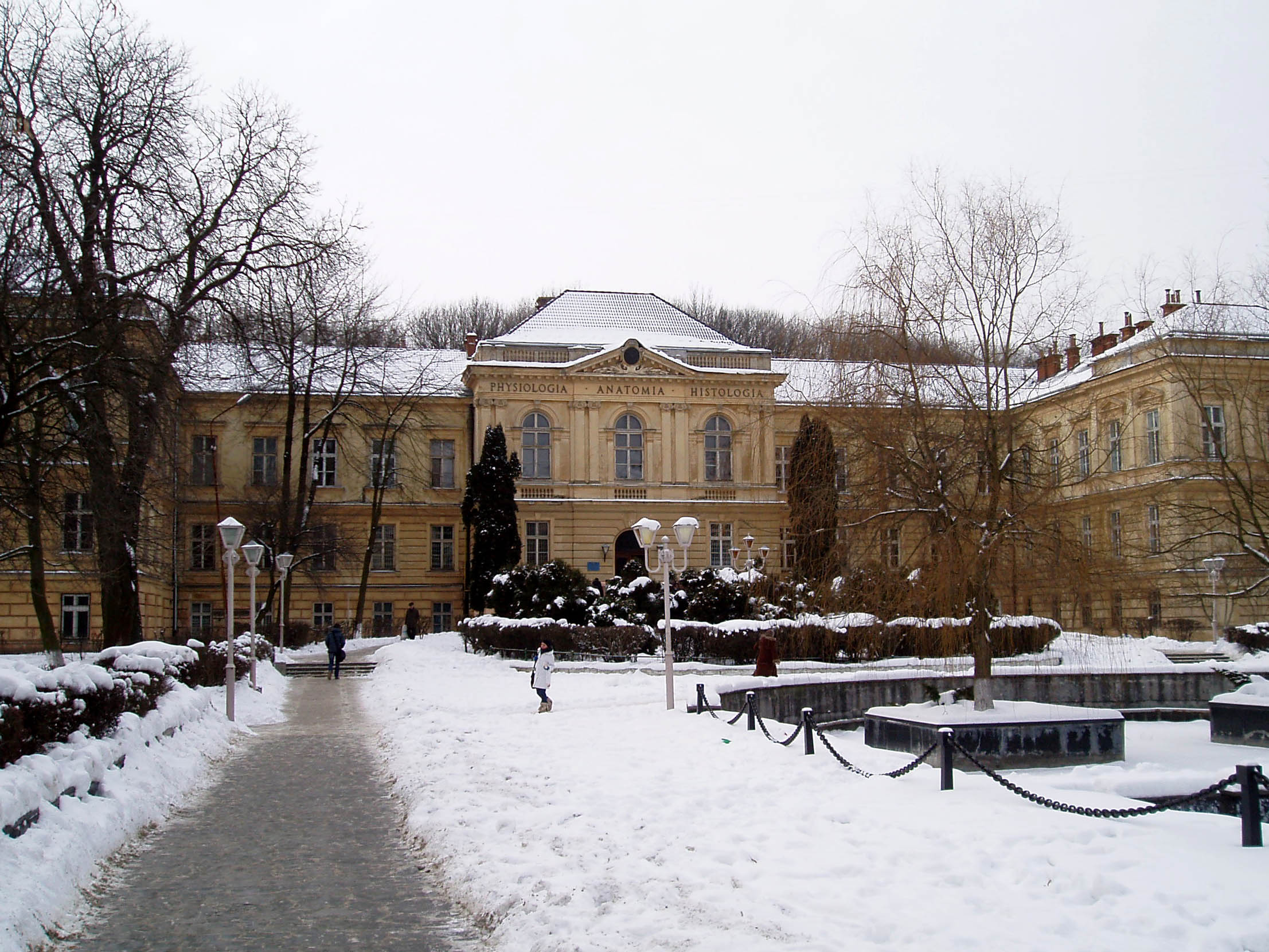
Lwowski Uniwersytet Medyczny przy ulicy Piekarskiej 52

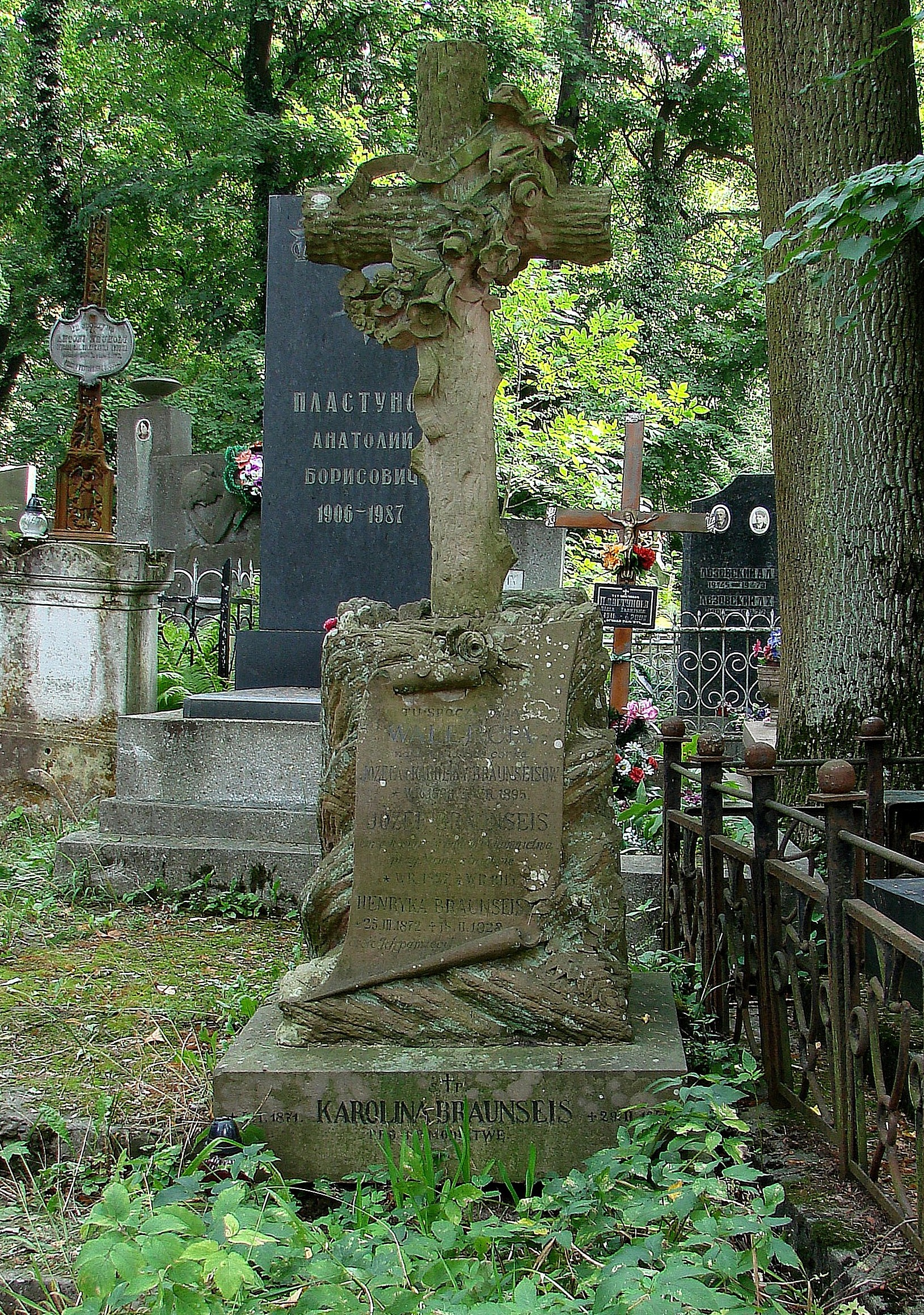
Nagrobek Józefa Braunseisa

## Życiorys
Urodził się w 1837 w Nowym Sączu. Ukończył szkołę realną z egzaminem dojrzałości. Od 1852 do 1858 kształcił się na Akademii Technicznej. 
Od około 1859 był niezaprzysiężonym praktykantem przy C. K. Krajowej Dyrekcji Budownictwa we Lwowie, a stamtąd od około 1859 do około 1863 był przydzielony w charakterze elewa budownictwa do c. k. urzędu cyrkularnego we Lwowie. Następnie został zatrudniony w C. K. Namiestnictwie we Lwowie, gdzie jako elew budownictwa od około 1863 do około 1866 pracował w Departamencie Naukowo-Technicznym, a od około 1866 do około 1867 w Departamencie Budownictwa. Po reorganizacji państwowej służby budownictwa od 1 kwietnia 1868 do około 1869 był praktykantem budownictwa w urzędzie starostwa c. k. powiatu brzeżańskiego. Od około 1869 do około 1872 był adiunktem w oddziale budownictwa urzędu starostwa c. k. powiatu krakowskiego. Od około 1872 do około 1875 był adjunktem wydziału budowniczego w urzędzie c. k. starostwa powiatu sanockiego, będąc w tym okresie najwyższym rangą urzędnikiem tej jednostki.
Od około 1875 był inżynierem w oddziale budownictwa urzędu starostwa c. k. powiatu krakowskiego, skąd od około 1878 był przydzielony do budowy domu karnego w Stanisławowie. Następnie był nadinżynierem w oddziale technicznym C. K. Namiestnictwa, skąd około 1882-1883 był przydzielony do budowy domu karnego w Stanisławowie około 1882/1883, potem ponownie był eksponowany przy budowie gmachu karnego w Stanisławowie 1884/1885, od 1888 przez kolejne był radcą budownictwa, po czym od około 1899 do około 1900 z tytułem i charakterem nadradcy budownictwa.
Uzupełniał wykształcenie na Wydziale Budownictwa Szkoły Politechnicznej. Należał do Towarzystwa Politechnicznego we Lwowie, gdzie działał jako emerytowany starszy radca budowlany. Swoje projekty tworzył w stylu neorenesansu, neobaroku, neogotyku i neoromantyzmu i modernizmu. 
W 1889 został wybrany do wydziału resursy urzędniczej we Lwowie. W 1891 był członkiem nadzwyczajnym C. K. Krajowej Rady Zdrowia. W ciągu 1892 wstąpił do Towarzystwa Dla Rozwoju i Upiększania miasta Lwowa. W grudniu 1891 został wybrany do komitetu wystawy budowlanej we Lwowie. Pod koniec 1892 został wybrany do wydziału budowlanego Wystawy Krajowej we Lwowie. W 1898 został wybrany zastępcą przewodniczącego komisji egzaminacyjnej dla osób ubiegających się o koncesję na budowniczego oraz przewodniczącym komisji egzaminacyjnej dla osób ubiegających się o koncesję na majstrów.
Zmarł 14 stycznia 1914 we Lwowie. Został pochowany na miejscowym Cmentarzu Łyczakowskim.
Był żonaty z Karoliną z domu Bosch. Mieli córki: Marię (ur. ok. 1870, od 1900 żona nauczyciela i działacza sokolego Antoniego Durskiego, pracowała jako nauczycielka w Szkole im. Sienkiewicza, zmarła w 1915 w wieku 45 lat), Heminę Jadwigę (ur. 1874 w Sanoku).

## Dorobek
we Lwowie
- Północny budynek kapituły Katedry w kompleksie soboru św. Jura we Lwowie (1864-1866)
- Dzwonnica zespołu klasztornego Dominikanów przy ulicy Stauropigijskiej 1 (1865)
- Dzwonnica w północno-zachodniej części kompleksu soboru św. Jura we Lwowie (1866), budowę rozpoczął J. Zemler w 1828
- Dawny Instytut Chemiczno-Mineralogiczny Uniwersytetu Lwowskiego przy ulicy Św. Cyryla i Metodego 6 i 8 (Jana Długosza) (1892), współprojektant Rizori. W 1911 miała miejsce rozbudowa, na elewacji umieszczono rzeźby Grzegorza Perzańskiego;
- Zespół trzech budynków wydziału medycznego Uniwersytetu Lwowskiego, obecnie budynki Lwowskiego Narodowego Uniwersytetu Medycznego im. Daniela Halickiego przy ulicy Piekarskiej 52 (1890-1894)
- Klinika Ginekologiczna Uniwersytetu Medycznego przy ulicy Pijarów (obecnie ul. Nikołaja Niekrasowa 4) (1895)
- Zakład Fizyczny Uniwersytetu Lwowskiego (1895)[29]
- Wieża na pomieszczenie magazynu książek Biblioteki Uniwersytetu Lwowskiego (1896)[30]
- zastępca przewodniczącego budowy gmachu C. K. IV Gimnazjum we Lwowie (od 1889)[31]
- Willa własna przy ulicy 29 Listopada, obecnie ul. Eugena Konowalca 16(inne języki) (1902), przebudowa w 1923.
- przeprowadzenie kolaudacji budowy Domu im. Tadeusza Kościuszki we Lwowie, wybudowanego staraniem Towarzystwa Pomocy Naukowej we Lwowie (1903)[32]
- członek komitetu pełniącego nadzór nad rozbudową Krajowego Zakładu dla Obłąkanych w Kulparkowie pod Lwowem (1904)[33]

poza Lwowem
- Zakład karny w Stanisławowie (1885), współautor Franz Maurus
- Kościół Przemienienia Pańskiego w Sanoku (1887)[34]
- zmiany architektoniczne w gmachu C. K. Gimnazjum w Przemyślu (1887)[35]

- objaśnienie planów i kosztorysów schroniska ks. Lubomirskiego dla osieroconych chłopców w Krakowie (1890)[36]
- prace remontowe na zamku w Olesku (około 1901)[37]

## Odznaczenia
- Złoty Krzyż Zasługi Cywilnej z koroną (22 marca 1885, „przy okazji budowy nowego zakładu karnego dla mężczyzn w Stanisławowie”)[38][12]

- Medal Jubileuszowy Pamiątkowy dla Cywilnych Funkcjonariuszów Państwowych (przed 1900)[16]